# Wodniczek
Wodniczek (Micropotamogale) – rodzaj ssaków z rodziny wodnic (Potamogalidae).

## Rozmieszczenie geograficzne
Rodzaj obejmuje gatunki występujące w Afryce Subsaharyjskiej.

## Morfologia
Długość ciała (bez ogona) 120–200 mm, długość ogona 95–150 mm, długość ucha 9–14 mm, długość tylnej stopy 19–29 mm; masa ciała 32–135 g.

## Systematyka
Rodzaj zdefiniował w 1954 roku francuski zoolog Henri Heim de Balsac w artykule zatytułowanym Nowy i nieoczekiwany rodzaj ssaków (Insevictore Tenrecidae) z Afryki Zachodniej, opublikowanym w czasopiśmie „Comptes Rendus Hebdomadaires des Séances de l’Académie des Sciences”. Gatunkiem typowym jest (oznaczenie monotypowe) wodniczek karłowaty (M. lamottei). 

### Etymologia
- Micropotamogale: gr. μικρος mikros ‘mały’[9]; rodzaj Potamogale Du Chaillu, 1860 (wodnica)[1].
- Mesopotamogale: gr. μεσος mesos ‘środkowy, pośredni’[10]; rodzaj Potamogale Du Chaillu, 1860 (wodnica)[2]. Gatunek typowy: Potamogale ruwenzorii de Witte & Frechkop, 1955.
- Kivugale: jezioro Kiwu (fr. Kivu), Kongo Belgijskie (obecnie Demokratyczna Republika Konga); gr. γαλεή galeē lub γαλή galē ‘łasica’[11]. Gatunek typowy: Potamogale ruwenzorii de Witte & Frechkop, 1955.

### Podział systematyczny
Do rodzaju należą następujące gatunki:
| Grafika | Gatunek                    | Autor i rok opisu           | Nazwa zwyczajowa      | Podgatunki         | Rozmieszczenie geograficzne | Podstawowe wymiary                         | Status IUCN |
| ------- | -------------------------- | --------------------------- | --------------------- | ------------------ | --- | ------------------------------------------ | ----------- |
|         | Micropotamogale lamottei   | Heim de Balsac, 1954        | wodniczek karłowaty   | gatunek monotypowy | południowo-wschodni Senegal, północna i wschodnia Liberia i wschodnie Wybrzeże Kości Słoniowej na obszarze górnego gwinejskiego lasu (góra Nimba); zakres wysokości: powyżej 200 m n.p.m. | DC: 12–15,5 cm DO: 9,5–13,4 cm MC: 32–95 g | VU          |
|         | Micropotamogale ruwenzorii | (de Witte & Frechkop, 1955) | wodniczek ruwenzorski | gatunek monotypowy | wschodnia Demokratyczna Republika Konga, zachodnia Uganda i południowo-zachodnia Rwanda w Wielkim Rowie Zachodnim (w tym Park Narodowy Lasu Nyungwe); zakres wysokości: 800–2200 m n.p.m. | DC: 13–20 cm DO: 12,3–15 cm MC: 75–135 g   | LC          |

Kategorie IUCN:  LC  – gatunek najmniejszej troski,  VU  – gatunek narażony.